# Буфето (Мачерата)
Буфето (итал. Bufeto) насеље је у Италији у округу Мачерата, региону Марке.
Према процени из 2011. у насељу је живело 8 становника. Насеље се налази на надморској висини од 543 м.